# Wilhelmina Models
Wilhelmina Models ou Wilhelmina International, Inc. est une agence de mannequins créée en 1967 par le mannequin néerlandais Wilhelmina Cooper et son mari Bruce Cooper. Ses bureaux se trouvent à New York, Los Angeles et Miami. D'autres agences sont franchisées mais ne sont pas gérées par l'entreprise.
L'agence a été un tremplin pour plusieurs de ses mannequins, dont Iman, Kim Alexis, Naomi Sims et Beverly Peele (en). Elle gère aussi les carrières de célébrités et d'artistes, comme des photographes, stylistes, coiffeurs ou maquilleurs.
En février 2009, le groupe New Century Equity Holdings Corp. rachète Wilhelmina Models, la renomme Wilhelmina International, Inc. et installe son siège social à Dallas au Texas. Les agents privilégient les contrats publicitaires à la haute couture.

## Histoire
Wilhelmina Cooper fonde son agence en 1967 avec son mari Bruce Cooper et deux autres partenaires financiers, Bill Weinberg et Fran Rothchild. Elle gère alors la carrière des mannequins les plus influents de l'époque.
Après la mort de Wilhelmina Cooper, en 1980, l'agence est léguée aux partenaires financiers. Plusieurs des mannequins phares la quittent pour signer avec ses concurrents ; de plus, John Casablancas vient d'ouvrir Elite NYC quelque temps auparavant et il n'hésite pas à débaucher avec des méthodes équivoques les meilleures de Ford et Wilhelmina, déclenchant pour des années ce que la presse appellera la « model war » entre les trois agences ainsi que nombre de mannequins.
De 1981 à 1989, Faith Kates travaille pour Wilhelmina Models. Lorsqu'elle quitte ce poste, elle crée sa propre agence de mannequins, NEXT Model Management. Douze mannequins la rejoignent, dont Nadège du Bospertus.
Dieter Esch rachète Wilhelmina Models en 1989, ainsi que d'autres agences de mannequins moins importantes, entre autres Faces et Ice en 1990. Il finit par les fusionner avec Wilhelmina Models. Il nomme sa fille Natasha Esch (en) présidente en 1993. Malgré les critiques qui la jugent trop jeune et sans expérience, elle arrive à faire augmenter le chiffre d'affaires à 20 millions de dollars. Elle décide de démissionner en 1997 pour créer sa propre entreprise, Natasha Esch Design Interiors ; son père reprend la tête de l'agence.
En février 2009, l'agence est rachetée par l'entreprise New Century Equity Holdings Corp., qui la renomme Wilhelmina International, Inc. Le président est alors Sean Patterson jusqu'en 2012,.
Plusieurs partenariats sont faits avec l'émission de Tyra Banks, America's Next Top Models : lors de la première saison, Adrianne Curry remporte un contrat avec l'agence, puis Nicole Fox lors de la treizième et Krista White lors de la quatorzième. Deux participantes ont aussi eu des contrats : Elyse Sewell (en) et Erin Wagner. De même pour She's Got the Look (en) de 2008 à 2010 où les gagnantes remportent également un contrat.

## Mannequins

### Précédents
- Stephanie Adams (en)[9]
- Kim Alexis
- Kristina Apgar
- Gia Carangi
- Adrianne Curry
- Pam Dawber
- Nadège du Bospertus
- Vanessa Ferlito[10]
- Nicole Fox
- Patti Hansen
- Lauren Hutton[11]
- Iman
- Vladimir Ivanov (en)[12]
- Kendall Jenner
- Beverly Johnson[13]
- Grace Jones
- Anne Marie Kortright (en)
- Anais Mali
- Melodie Monrose (en)[14]
- Tim Morehouse[15]
- Beverly Peele (en)
- Nic Roldan (en)[16],[17]
- Sheldry Sáez
- Elyse Sewell (en)
- Jason Shaw
- Naomi Sims[18]
- Andrés Velencoso Segura
- Sela Ward
- Krista White
- Ona Zee

### Actuels
- Cindy Bruna
- Adrian Cardoso (it)
- Emma Dumont
- Elisabeth Erm[19]
- Hayley Hasselhoff (en)
- Toccara Jones (en)
- Eddie Klint (ru)
- Robyn Lawley[20]
- Ali Lohan[21]
- Julia Lescova
- Alex Lundqvist (en)
- Soo Joo Park[22]
- Alexandra Richards[23]
- Theodora Richards[23]
- Coco Rocha
- Ruby Rose
- Ali Stephens (en)
- Marlon Teixeira
- Tasha Tilberg
- Katya Zharkova (en)
- Karrueche Tran
- Fabio Mancini[24]

## Célébrités

### Précédents
- Beyoncé[25]
- Chris Brown[26],[27]
- Ciara
- Gloria Estefan[28],[29]
- Eve[30]
- Fergie[11]
- Sarah Michelle Gellar
- Katherine Heigl[31]
- Lil' Kim[32]
- Leighton Meester[33]
- Brandy Norwood
- Ashlee Simpson
- Jessica Simpson

### Actuels
- Iggy Azalea[34]
- Jessica Collins
- Keri Hilson
- Nick Jonas[35]
- Kilo Kish
- Demi Lovato[36]
- Nicki Minaj[37]